# Liste der Kulturdenkmäler in Ammeldingen bei Neuerburg
In der Liste der Kulturdenkmäler in Ammeldingen bei Neuerburg sind alle Kulturdenkmäler der rheinland-pfälzischen Ortsgemeinde Ammeldingen bei Neuerburg aufgeführt. Grundlage ist die Denkmalliste des Landes Rheinland-Pfalz (Stand: 27. Juni 2022).

## Einzeldenkmäler
| Bezeichnung                        | Lage                               | Baujahr | Beschreibung | Bild                           |
| ---------------------------------- | ---------------------------------- | ------- | --- | ------------------------------ |
| Katholische Pfarrkirche St. Isidor | Kirchweg Lage                      | 1896    | historisierender Saalbau, Westturm mit Anbauten, 1896, Architekten Knepper und Gloesner, Diekirch (Luxemburg); mit Ausstattung | weitere Bilder Fotos hochladen |
| Bildstock                          | südlich des Ortes an der K 59 Lage | 1905    | antikisierende Ädikula mit Abschlusskreuz, bezeichnet 1905                                                                     | BW                             |
| Wegekreuz                          | südlich des Ortes an der K 59 Lage | 1777    | ungewöhnliches Balkenkreuz, bezeichnet 1777                                                                                    | BW                             |